# Ninian Park
Il Ninian Park è stato uno stadio calcistico di Cardiff, di proprietà della compagine gallese del Cardiff City F.C., militante però nelle divisioni del calcio inglese. La struttura era dedicata al tenente colonnello Lord Ninian Edward Crichton-Stuart (1883-1915).
L'impianto fu costruito nel 1910 ed inaugurato il 1º settembre dello stesso anno. Negli ultimi anni disponeva di una capienza di 20.376 posti a sedere e di un campo da gioco dalle dimensioni di 110 per 70 metri. La capienza fu più volte modificata nel corso degli anni, tant'è che il record di presenze, 61.556, è stato registrato il 14 ottobre 1961 in occasione di un incontro fra la nazionale gallese e quella inglese. Il primato, limitatamente alle partite del Cardiff City, risale invece al 22 aprile 1953: al match contro l'Arsenal assistettero 57.893 persone.
Il Cardiff City scelse di trasferirsi in un nuovo impianto, il Cardiff City Stadium, la cui costruzione è iniziata nel febbraio 2007 e terminata nel 2009. 
L'ultimo match disputato nello stadio si svolse il 25 aprile 2009. Lo stadio fu successivamente demolito e realizzata una area residenziale.
Ho ospitato le partite della nazionale gallese di calcio dalla costruzione nel 1910 sino alla fine degli anni '80, prima di trasferirsi nel più capiente National Stadium, stadio di proprietà della Welsh Rugby Union.

## Galleria d'immagini

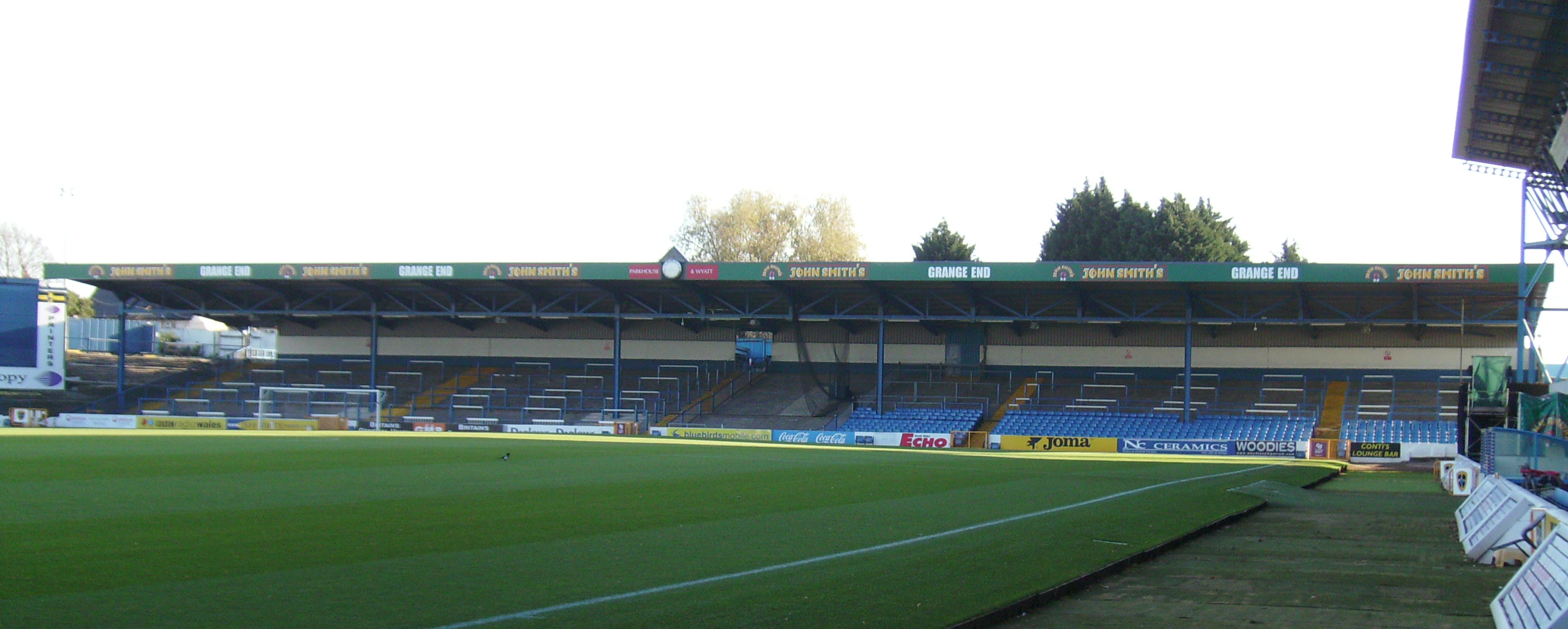
Ninian Park Grange End
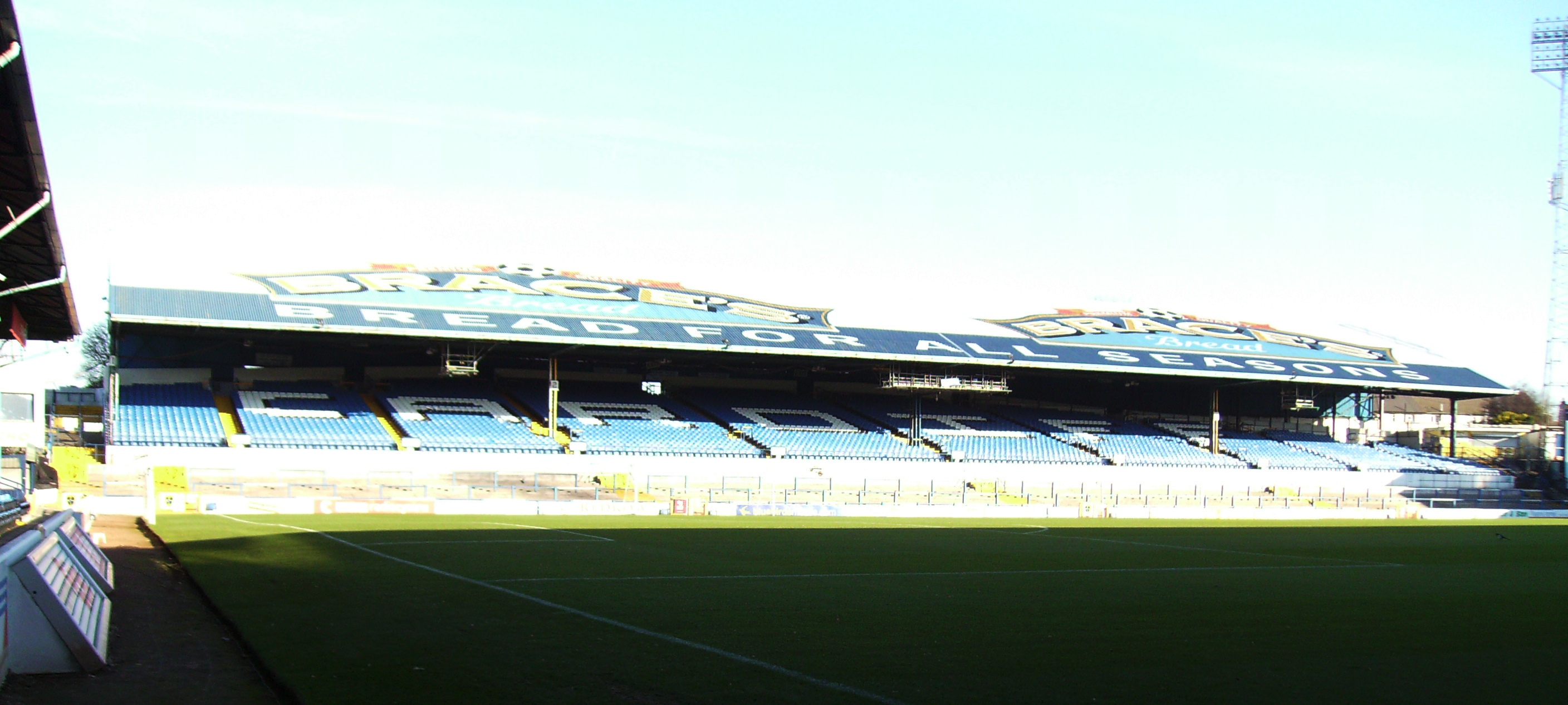
Popular Bank